# Joseph Hansom
Joseph Aloysius Hansom, né à York le 26 octobre 1803 et mort à Fulham le 29 juin 1882, est un architecte britannique, inventeur du véhicule hippomobile le hansom cab et auteur de nombreuses églises du Catholic Revival (renouveau catholique).
Il est issu d'un père charpentier : ses deux frères, Charles Francis Hansom et Edward J. Hansom, furent aussi architectes. Son fils J. S. Hansom fut sculpteur.

## Œuvres
- York, église Saint George
- Près de Sheffield Mount St Mary's College
- Manchester, église The Holy Name of Jesus
- Preston, Église Sainte-Walburge de Preston
- Londres, Our Lady of Dolours, Fulham Road
- La Cathédrale d'Arundel